# Poecilimon toros
Poecilimon toros är en insektsart som beskrevs av Ünal 2003. Poecilimon toros ingår i släktet Poecilimon och familjen vårtbitare. Inga underarter finns listade i Catalogue of Life.